# Enneastigma compressum
Enneastigma compressum är en tvåvingeart som först beskrevs av Stein 1916.  Enneastigma compressum ingår i släktet Enneastigma och familjen blomsterflugor. Inga underarter finns listade i Catalogue of Life.